# جائزة النمسا الكبرى 1979
جائزة النمسا الكبرى 1979 هو سباق فورمولا 1 أقيم بتاريخ 12 أغسطس 1979. كان الحادي عشر من أصل 15 في بطولة العالم لسباقات الفورمولا واحد موسم 1979. حلّ الأسترالي آلان جونز أولا بينما جاء الكندي جيل فيلنوف في المركز الثاني وحصل على المركز الثالث الفرنسي جاك لافيت.